# Битка за Сардарапад
Битката за Сардарапад (на арменски: Սարդարապատի ճակատամարտ; на турски: Sardarapat Savaşı) е битка от Кавказката кампания по време на Първата световна война между Армения и Османската империя, близо до Сардарапад, Армения.
Битката трае от 24 до 26 май 1918 г. Сардарапад е само на 40 км от Ереван, и затова целта ѝ не е само да се спре турското нашествие в Армения, но и предотвратяването на пълното унищожение на арменците като нация.

## Ход на военните действия
Само два месеца след подписването на Брест-Литовския мирен договор, Османската империя атакува арменско-руските територии. След тези действия 4-та арменска армия, с помощта и на военни части от РСФСР, преминава границата и напада град Александропол (дн. Гюмри). Османската армия цели да разгроми арменската армия и да завземе Южен Кавказ. Германското правителство недоволства и отказва да помогне на турската армия за тази операция.
Само малка историческа арменска област, част от Руската империя, остава непобедена от османците, и точно там арменците се укриват след Арменския холокост.
Османските сили започват атака, разклоняваща се на три посоки, за завземането на Армения. След падането на Александропол османската войска се придвижва към Арарат – сърцето на Армения. Арменците, под командването на Мовсес Силикиян, отблъскват османците при тридневна битка при Сардарапад.

## Последици
Победата дава началото и на независимата Демократична република Армения.